# Robert Maschio
Robert Maschio (* 25. August 1966 in New York City, New York) ist ein US-amerikanischer Stand-up-Komiker und Schauspieler.

## Werdegang
Maschio wuchs zusammen mit drei Brüdern in Syosset, Long Island, auf und besuchte die Columbia University. Dort brachte ihn seine damalige Freundin, die Schauspielerin Lauren Graham, mit der Schauspielerei in Berührung.
Nachdem er fast zehn Jahre in New York Theater gespielt und sich einen Namen als Stand-up-Komiker gemacht hatte, widmete er sich dem Fernsehen und zog nach Los Angeles. Durch die Verkörperung der Figur des ordinären Toddman oder Toddster „Todd“ Quinlan (im Original „The Todd“) in der Fernsehserie Scrubs – Die Anfänger wurde Maschio einem breiten Publikum bekannt. Er ist mit Bill Lawrence, dem Erfinder von Scrubs, befreundet und hatte zuvor bereits 1996 eine Gastrolle in Lawrence’ Chaos City. In der Fernsehserie Veronica Mars spielte er ein Jury-Mitglied.
Privat sammelt Maschio Spendengelder für eine Stiftung zur Erforschung der Multiplen Sklerose (MS). 2015 beendete er seine Karriere als Schauspieler.

## Filmografie (Auswahl)
| Filme | Filme                  | Filme            | Filme               |
| ----- | ---------------------- | ---------------- | ------------------- |
| Jahr  | Titel                  | Rolle            | Info                |
| 2003  | Date or Disaster       | Touch Johnson    | Kurzfilm Hauptrolle |
| 2008  | Desertion              | Michael Sheridan |                     |
| 2010  | The Putt Putt Syndrome | Frank            |                     |
| 2010  | Kleshnov               | Anthony          | Kurzfilm            |
| 2011  | A Holiday Heist        | Harley           |                     |
| 2011  | Hollywoo               | Goldman          |                     |
| 2015  | Lethal Seduction       | Trevor           | Fernsehfilm         |

| Serien    | Serien                                              | Serien              | Serien                |
| --------- | --------------------------------------------------- | ------------------- | --------------------- |
| Jahr      | Titel                                               | Rolle               | Info                  |
| 1996      | Chaos City                                          | Bingo's Partner     | Folge 1x11            |
| 2000      | Battery Park                                        | Sketch Artist       | Folge 1x02            |
| 2001      | Chaos City                                          | Officer Carney      | Folge 5x11            |
| 2001–2010 | Scrubs – Die Anfänger                               | Dr. Todd Quinlan    | 127 Folgen            |
| 2005      | Cuts                                                | Tommy               | Folge 2x09            |
| 2005      | Veronica Mars                                       | Sportler            | Folge 2x10            |
| 2006      | Jung und Leidenschaftlich – Wie das Leben so spielt | Louis Browning      | 16 Folgen             |
| 2009      | Scrubs: Interns                                     | Dr. Todd Quinlan    | Folge 1x06–1x07, 1x09 |
| 2012      | Cougar Town                                         | Todd, der Pooljunge | Folge 3x05            |
| 2013      | Men at Work                                         | Fleming             | Folge 2x07            |
| 2014      | Undateable                                          | Todd                | Folge 1x12            |
| 2015      | Bones – Die Knochenjägerin                          | Peter               | Folge 11x07           |